# 愛知県道323号芦谷蒲郡線
愛知県道323号芦谷蒲郡線（あいちけんどう323ごう あしのやがまごおりせん）は、愛知県額田郡幸田町大字芦谷から同県蒲郡市に至る一般県道である。

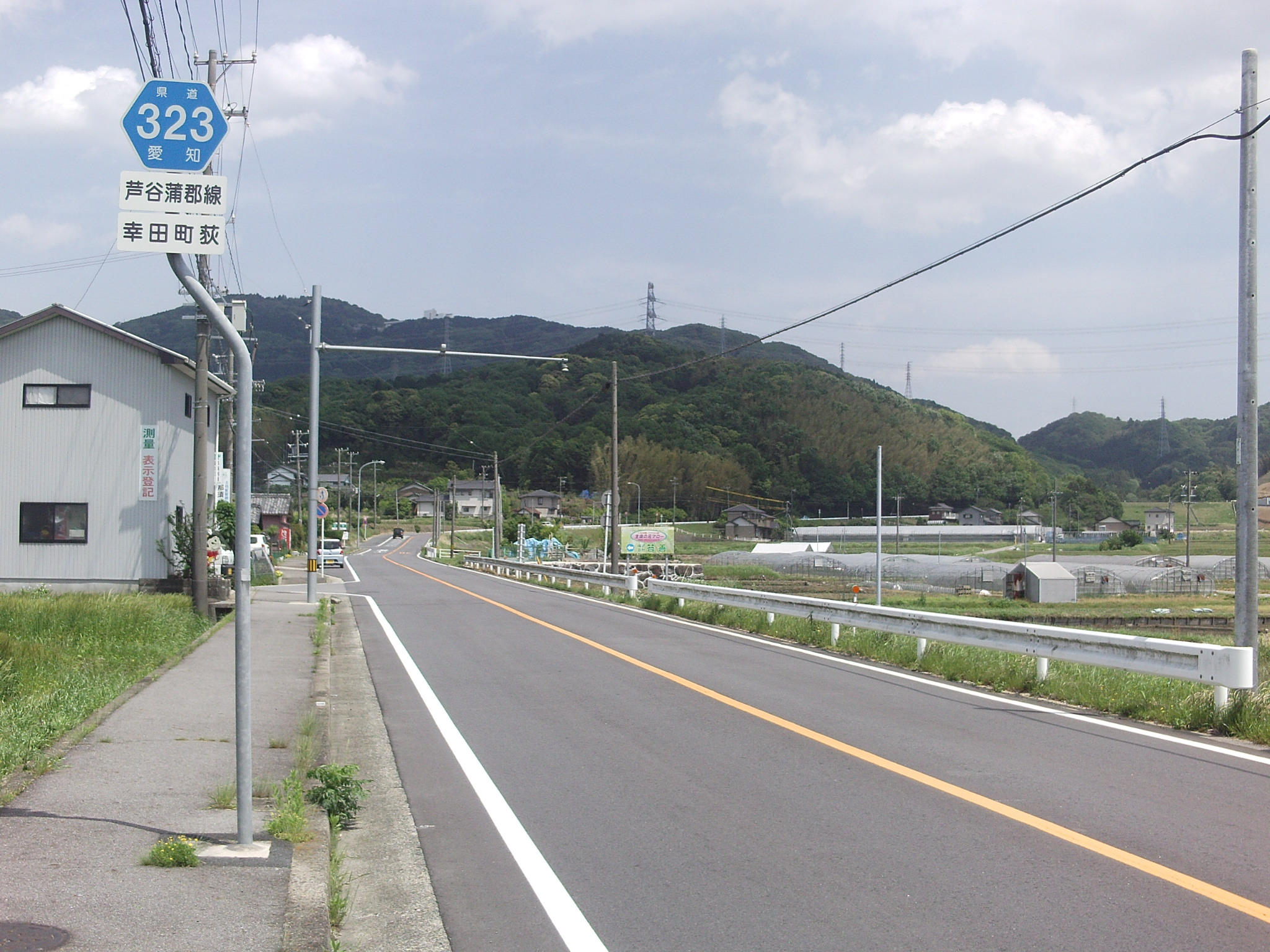
額田郡幸田町側。向こうに見える山は三河湾スカイラインが尾根を走る遠望峰山。

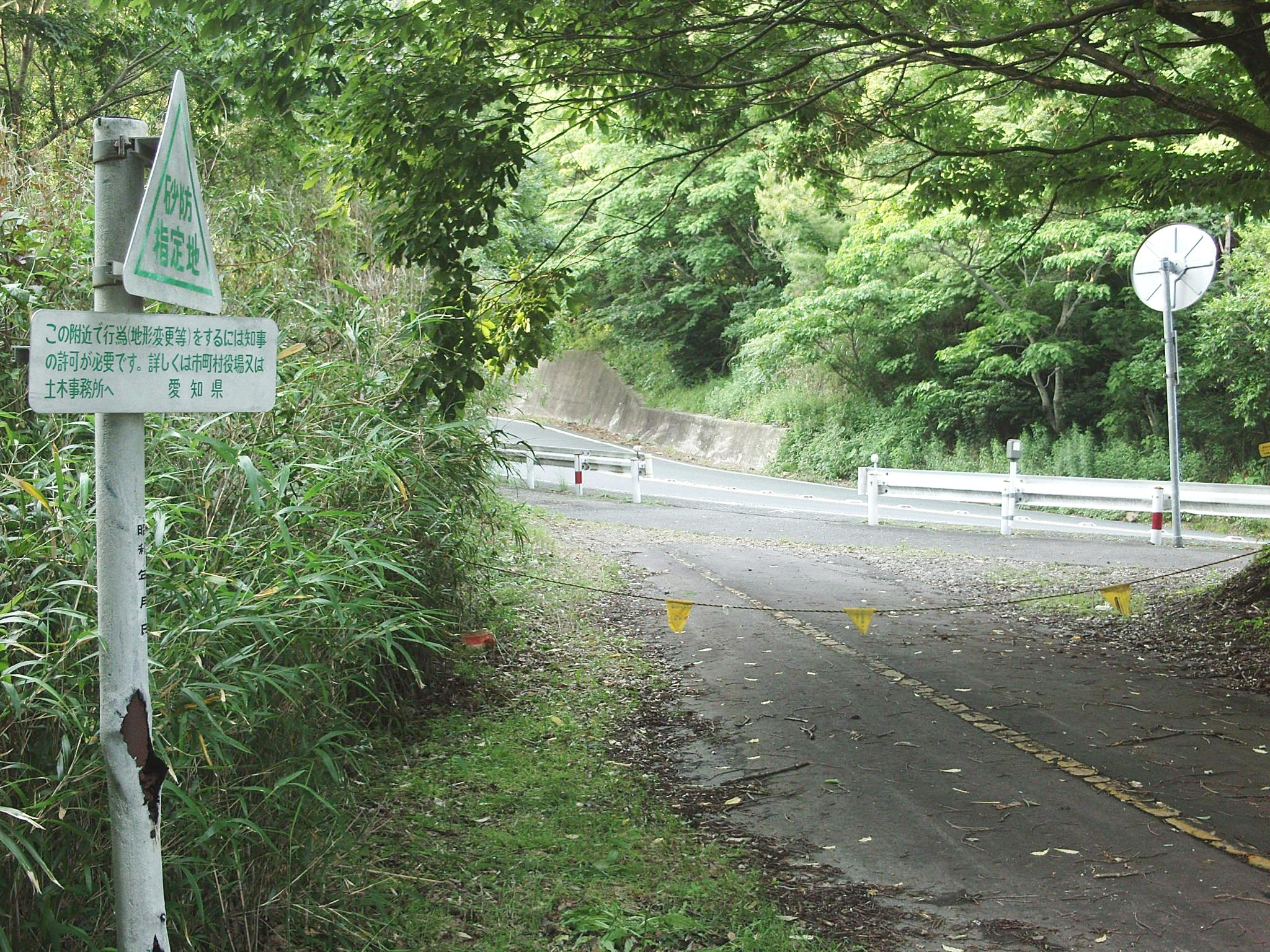
坂野坂の峠道にある廃道区間。現道では警笛区間がカーブミラーで代用されている。

## 概要
同地域の国道248号などに対し、北側を山越えによって結ぶ路線である。
三河湾スカイラインの柏原IC付近が当県道の峠道の頂上に当たり、ここを境に東西で道路の性格が異なる。坂野坂の峠道は急カーブが多く、東側はかつて道幅が狭く警笛区間であったが、道路の線形改良で緩やかで広い道幅に変わった。さらに国道23号（蒲郡バイパス）の建設が進むともに道路が改良された。現在でもわずかに廃道部分が残る。
終点はかつて蒲郡市元町であったが、蒲郡市内の鉄道高架化完成後、蒲郡市役所東交差点で右折し鉄道高架をくぐって国道23号に接続すべく整備された新しい道路が県道323号となった。

### 路線データ
愛知県法規集に基づく起終点および経過地は次のとおり。
- 起点：額田郡幸田町大字芦谷（幸田駅前交差点＝愛知県道483号岡崎幸田線交点）
- 終点：蒲郡市（栄町＝国道23号交点）
- 重要な経過地：なし

## 歴史
- 1959年（昭和34年）12月15日
愛知県が県道芦谷蒲郡線として認定[1]。

## 路線状況

### 通称
- 柏原街道（蒲郡市）
- 市役所通り（蒲郡市、愛知県道383号蒲郡碧南線との重複区間）

## 地理

### 通過する自治体
- 愛知県
額田郡幸田町 - 蒲郡市

### 交差する道路
- 愛知県道483号岡崎幸田線（幸田駅前交差点）
- 愛知県道480号美合幸田線（芦谷交差点）
- 国道248号（荻交差点）
- 国道23号（蒲郡バイパス）（幸田芦谷IC、国道248号を介して接続）
- 愛知県道525号蒲郡環状線（三河湾スカイライン、柏原IC）
- 国道247号（中央バイパス）（竹谷町宮前交差点）
- 愛知県道383号蒲郡碧南線（市役所通り）（川東交差点・蒲郡市役所東交差点間で重複）
- 国道23号（栄町7番交差点）

### 沿線
- JR東海道本線 幸田駅
- 幸田郵便局
- 幸田町立荻谷小学校
- 坂野坂（坂野峠：標高177m）
- 蒲郡警察署
- 蒲郡市民体育センター
- 蒲郡市役所